# مقال افتتاحي

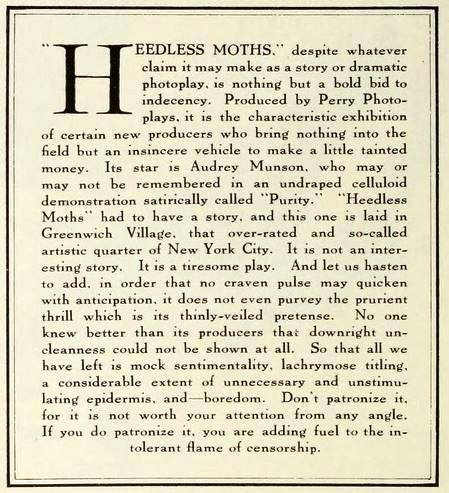

مقال افتتاحي أو مقالة الصفحة الأولى هي المقالة التي يتم نشرها في الصفحة الاولي للصحيفة وتتميز بكونها أول ما يطالعه القاريء غالبا من الصحيفة. غالبًا ما يتم تصنيف المقالات الافتتاحية تحت عنوان «مقالات الرأي». يمكن أن تأخذ المقالات الافتتاحية كذلك شكل رسوم كاريكاتير.
وبشكل نموذجي، يقوم مجلس التحرير الخاص بالصحيفة بتقييم الأمور التي تشكل أهمية ويود القراء معرفة رأي الصحيفة فيها.
وبشكل عام، يتم نشر المقالات الافتتاحية في صفحة خاصة تكون مخصصة لها، يطلق عليها اسم صفحة المقالات الافتتاحية، والتي غالبًا ما تحتوي كذلك على خطابات إلى المحرر من مجموعة من الجماهير، ويطلق على الصفحة التي تكون في مقابل هذه الصفحة اسم صفحة مقالات الرأي وهي تحتوي بشكل متكرر على مقالات قصيرة للتعبير عن الرأي من خلال الكتاب الذين لا يكونون مرتبطين بالضرورة بالجريدة. ومع ذلك، يمكن أن تختار الصحيفة نشر مقال افتتاحي على الصفحة الأولى لها. وفي أغلب الصحف الصادرة باللغة الإنجليزية، لا يتم ذلك إلا بشكل نادر وفي الموضوعات التي تعتبر ضرورية بشكل خاص، ومع ذلك، فإن هذا الأمر أكثر شيوعًا في بعض الدول الأوروبية، مثل إيطاليا وفرنسا.
وفي مجال النشر المرتبط بالموضة على وجه الخصوص، تم تعديل هذا المصطلح لكي يشير بصفة دائمة إلى المقالات الافتتاحية المصورة على وجه الخصوص، حيث يتم في الغالب عرض صور بطول الصفحة حول موضوع أو مصمم أو نموذج أو موضوع مفرد آخر معين، سواء مع وجود أو عدم وجود نصوص مصاحبة لها (في شكل مقال مصور).